# Alice Cohn
Alice Cohn (1914–2000) foi uma artista gráfica judia alemã que falsificou carteiras de identidade holandesas (persoonsbewijs) para judeus e a resistência holandesa durante a Segunda Guerra Mundial. Em seu trabalho para a resistência holandesa, depois de fugir para a Holanda em 1936, ela provou que a carteira de identidade supostamente perfeita de Jacob Lentz poderia ser falsificada. Trabalhando em segredo, ela usou documentos em branco, trocou fotos e alterou detalhes, salvando a vida de centenas de pessoas.
Alice Cohn é a primeira cidadã de Liechtenstein a receber o prêmio Jewish Rescuer’s Citation. Cohn recebeu o prêmio por resgatar uma menina de 3 anos do berçário, e mais importante por seu longo trabalho de resistência na 'Agência de Falsificação' em Utrecht . Ela viveu durante os anos da guerra em Utrecht, principalmente escondida em um quarto do sótão de onde ela fazia seu trabalho de resistência. Como ela deixou a Holanda permanentemente após 1945, sua história é completamente desconhecida até hoje.